# LEW EL5
EL5 – wąskotorowa lokomotywa elektryczna produkowana w latach 1951-1982 dla kolei przemysłowych. Wyprodukowano 1822 lokomotywy przemysłowe. Elektrowozy były eksploatowane przez niemieckie, chińskie oraz afrykańskie koleje przemysłowe.